# Sertão Sergipano
Il Sertão Sergipano è una mesoregione dello Stato del Sergipe in Brasile.

## Microregioni
È suddivisa in due microregioni:
- Carira
- Sergipana del Sertão do São Francisco